# Крекінг-установка в Наготане
Крекінг-установка в Наготане — підприємство нафтохімічної промисловості, розташоване на західному узбережжі Індії у штаті Махараштра за пів сотні кілометрів на південь від Мумбай. Одне з п'яти піролізних виробництв компанії Reliance Group (поряд з установками в Джамнагарі, Вадодарі, Дахеджі та Хазірі — всі на північно-західному узбережжі Індії).
Нафтохімічний комплекс в Наготане ввела в експлуатацію у 1989 році компанія Indian Petrochemical Corporation Ltd (IPCL, в 2007-му приєднана до Reliance Group). Поява цього виробництва пояснювалась відкриттям неподалік у Аравійському морі значних офшорних родовищ, продукція яких проходила через розташований поблизу Мумбай газопереробний завод Уран. Вилучена на ньому етан-пропанова фракція призначалась саме для піролізного виробництва та транспортувалась по трубопроводу Уран – Наготане. Також для піролізу використовували пропан, який отримували з нафтопереробного заводу Reliance Group у Джамнагарі або імпортували, при цьому безпосередньо на майданчик цей ресурс надходив по трубопроводу Махул – Наготане. Як наслідок, установка парового крекінгу в Наготане споживала 35—50 % етану та 50—65 % пропану. Також можливо відзначити, що окрім гомологів метану майданчик отримує паливний газ (метан), що надходить по перемичці від системи Уран – Тал.
На початку 21 століття власний видобуток газу в Індії перейшов спершу до стагнації, а з 2010-х і у стадію швидкого падіння. Водночас у США завдяки «сланцевій революції» з'явилось нове потужне джерело зріджених вуглеводневих газів. Як наслідок, Reliance Industries замовила шість надвеликих етанових танкерів, що мали доставляти сировину на приймальний термінал у Дахеджі (північніше по узбережжю у штаті Гуджарат), звідки вона подається на південь за допомогою етанопроводу Дахежд — Наготане. Проєкт імпорту етану оголосили офіційно запущеним у квітні 2017 року.
Станом на 2015 рік (до модернізації, пов'язаної з поставками етану із США) піролізне виробництво в Наготане мало річну потужність на рівні 400 тисяч тонн етилену та 90 тисяч тонн пропілену. Етилен в подальшому спрямовувався для виробництва поліетилену (сукупна потужність розміщених на майданчику ліній 420 тисяч тонн на рік), етиленгліколю (70 тисяч тонн), оксиду етилену (60 тисяч тонн, у складі комплексу діє також цех етоксиляції — виробництва продукції шляхом додавання оксиду етилену до субстрату — з потужністю 125 тисяч тонн на рік) та 1-бутену (15 тисяч тонн, у другій половині 2010-х установку без зміни потужності вирішили перевести на продукування іншого комполімеру — 1-гексену). Пропілен використовували на лінії поліпропілену потужністю 150 тисяч тонн на рік, при цьому зазначений вище трубопровід Махул – Наготане міг також подавати пропілен для покриття нетачі власної сировини.
Побічними продуктами виробництва є ацетилен (5,4 тисячі тонн), піролізний бензин (pyrolysis gasoline — високооктанова суміш, що зазвичай використовується як присадка до пального або власне пальне, 23 тисячі тонн), фракція С4 (24 тисячі тонн) та піролізна смола (30 тисяч тонн).
Енергетичні потреби майданчику забезпечує власна ТЕЦ.
У листопаді 1990 року, невдовзі після запуску виробництва, відбувся витік із газопроводу, яким транспортували етан-пропанову суміш. Внаслідок подальшого займання сама піролізна установка не постраждала, проте загинула 31 особа.